# Katedra św. Łazarza w Autun

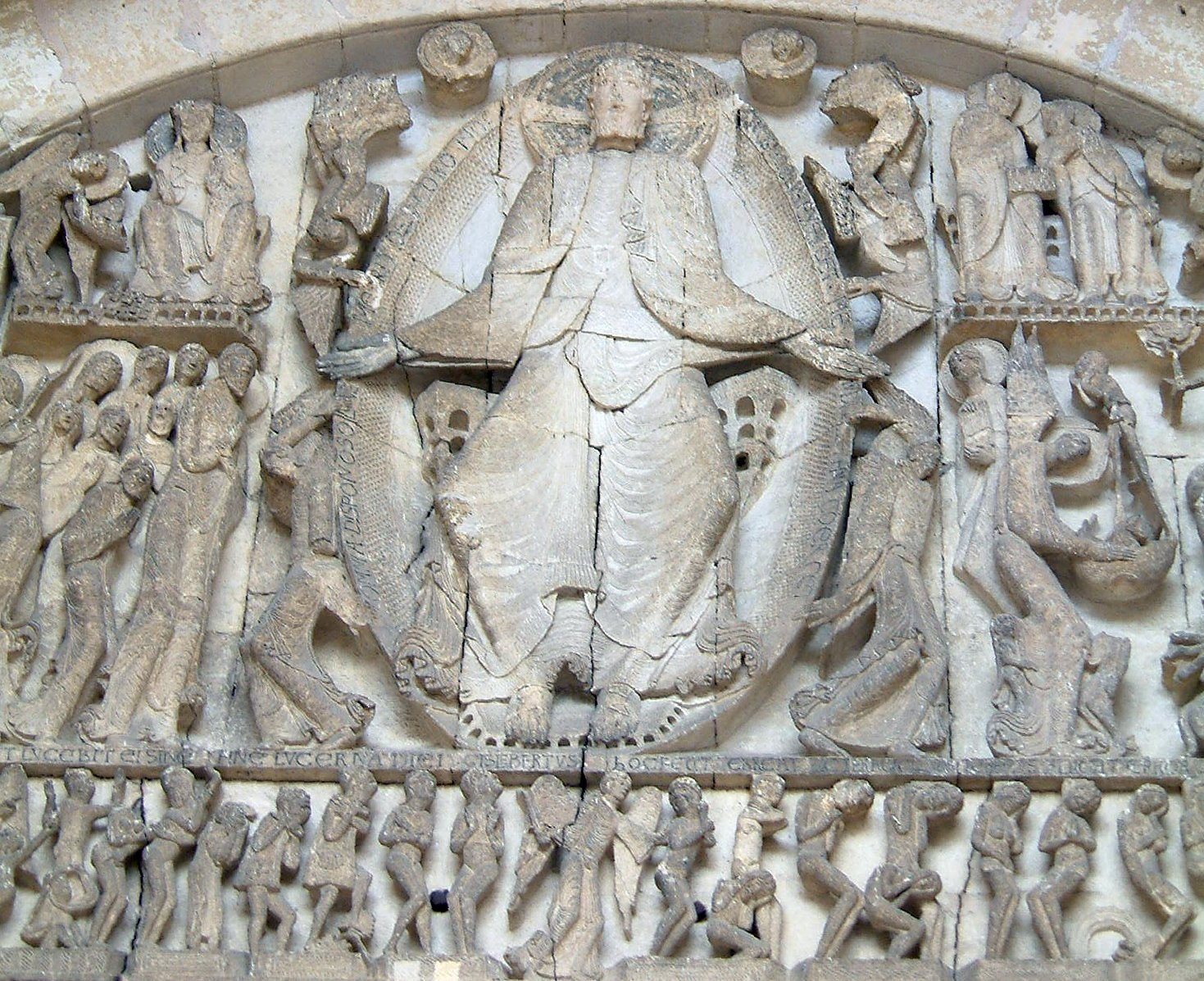
Fragment tympanonu ze sceną Sądu Ostatecznego

Katedra św. Łazarza w Autun – świątynia katolicka powstała około roku 1120 w stylu romańskim, znajdująca się w Autun w Burgundii.
Kościół został konsekrowany w 1130 r., natomiast w 1146 roku sprowadzono relikwie św. Łazarza. Katedra stylem i względami detali nawiązywała do Cluny, gdyż biskup Autun był zwolennikiem reformy kluniackiej. Również tympanon głównego portalu w zachodniej fasady katedry ozdobiony jest płaskorzeżbą Gislebertusa, rzeźbiarza pochodzącego z Cluny.
W okresie od XIV do XVI wieku zostały dobudowane kaplice po obu stronach nawy, górną część prezbiterium i dzwonnicę.
Katedra jest trójnawową bazyliką z transeptem i trójnawowym chórem zamkniętym trzema absydami. Zastosowano tu system przechodzący (jeden prostokąt nawy głównej odpowiada jednemu kwadratowi nawy bocznej), a także trójkondygnacyjny podział ściany nawy głównej, w skład którego wchodzą: arkady, galeryjki triforialne oraz okna. Nawa główna pokryta jest sklepieniem kolebkowym zaostrzonym na gurtach, które spływają na służki pilastrowe, natomiast nawy boczne posiadają sklepienia krzyżowe. W filary międzynawowe wpisane są kanelowane pilastry ze zdobionymi głowicami.